# Rallye de l'Acropole 1977
Le Rallye de l'Acropole 1977 (24e Rallye Acropolis), disputé du 28 mai au 3 juin 1977, est la quarante-septième manche du championnat du monde des rallyes (WRC) courue depuis 1973, et la sixième manche du championnat du monde des rallyes 1977. C'est également la septième des vingt épreuves de la Coupe FIA 1977 des pilotes de rallye, nouvellement créée.

## Contexte avant la course

### Le championnat du monde
Le calendrier du championnat mondial des rallyes pour marques 1977 s'appuie sur onze épreuves internationales (deux épreuves hivernales, six presque exclusivement sur terre, deux sur asphalte et une épreuve mixte terre/asphalte), dont huit se disputant en Europe. Créé en 1973, ce championnat a succédé au championnat international des marques, organisé de 1970 à 1972. Les épreuves mondiales sont réservées aux voitures des catégories suivantes :
- Groupe 1 : voitures de tourisme de série
- Groupe 2 : voitures de tourisme spéciales
- Groupe 3 : voitures de grand tourisme de série
- Groupe 4 : voitures de grand tourisme spéciales

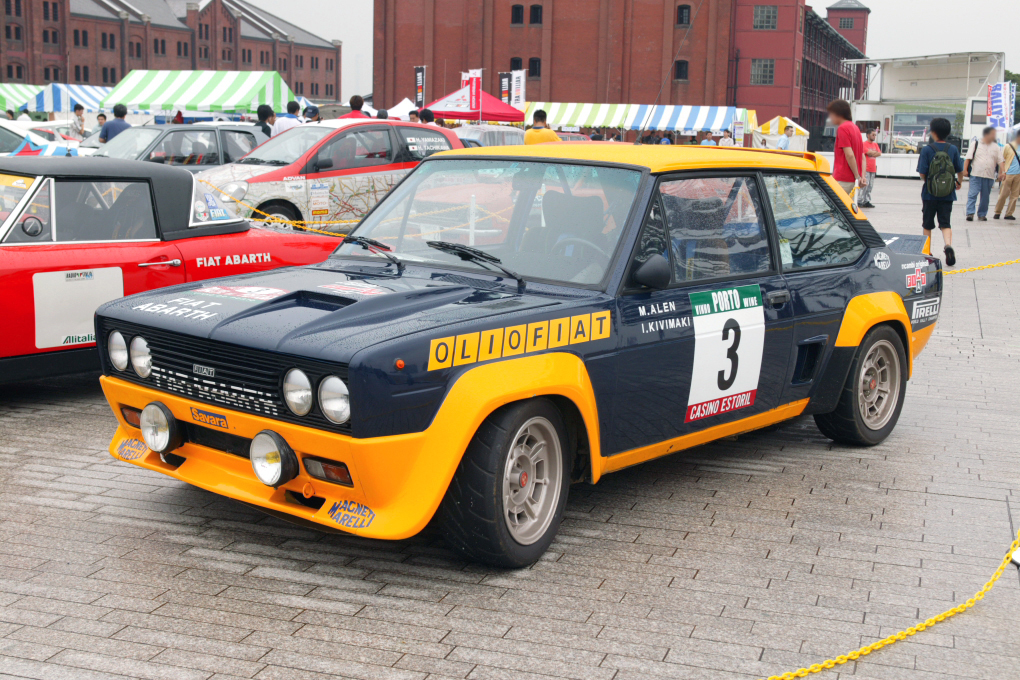
A l'issue des cinq premières manches, Fiat est en tête du championnat du monde.

Ford et Fiat sont les deux seuls constructeurs à disputer l'intégralité des épreuves mondiales. À l'issue de la cinquième manche disputée en Nouvelle-Zélande, Fiat, grâce à sa deuxième victoire de la saison a pris un léger avantage sur son rival, mais l'issue du championnat reste très incertaine, les deux marques disposant chacune d'une équipe de pilotes de pointe, capables de s'imposer sur tous les terrains. Si la Fiat 131 Abarth, homologuée en groupe 4 l'année précédente, s'avère particulièrement polyvalente, la Ford Escort RS1800, victorieuse du dernier Safari, constitue l'arme absolue sur les pistes boueuses. À la suite des nombreux problèmes de fiabilité de sa Kadett GT/E groupe 4, Opel a renoncé à en poursuivre le développement et se concentre désormais sur ses versions groupe 2, ne visant plus la victoire absolue. L'échec de Peugeot au Safari a amené le constructeur français à mettre un terme à son programme mondial cette saison. Néanmoins, les participations occasionnelles de Toyota, Datsun et Lancia assurent un plateau intéressant dans la plupart des épreuves.

#### Coupe FIA des pilotes
Pour la saison 1977, la FIA a également instauré une Coupe des pilotes, prenant en compte les résultats des onze manches mondiales ainsi que ceux de cinq rallyes du championnat d'Europe et de quatre autres épreuves internationales.

### L'épreuve
Le Rallye de l'Acropole est l'une des épreuves les plus difficiles du championnat du monde, son parcours empruntant principalement des pistes rocailleuses où les concurrents affrontent généralement chaleur et poussière. En cas de fortes pluies, les pistes se transforment en chemins extrêmement boueux et défoncés. Disputé pour la première fois en 1953, ce très sélectif rallye printanier fut peu après intégré au championnat d'Europe des rallyes pour conducteurs, avant de figurer dès sa création en 1973 au calendrier du championnat du monde. Lors de l'édition de 1976, c'est la robuste Datsun d'Harry Källström qui s'est imposée, après la déroute des principaux favoris.

## Le parcours
- vérifications techniques : 28 mai 1977 à Athènes
- épreuve de classement déterminant l'ordre des départs : 29 mai 1977
- départ : 30 mai 1977 d'Athènes
- arrivée : 2 juin 1977 à Athènes
- remise des prix : 3 juin 1977 à Athènes
- distance : 2760 km, dont 721,8 km sur 50 épreuves spéciales, dont 49 (701,8 km) effectives. (52 épreuves initialement prévues, pour un total de 762 km chronométrés)
- surface : asphalte et terre (majoritaire)
- Parcours divisé en cinq étapes[3]

### Première étape
- Athènes - Kalambaka
- 13 épreuves spéciales, 173 km

### Deuxième étape
- Kalambaka - Kalambaka
- 6 épreuves spéciales, 131 km (7 épreuves initialement prévues, pour un total de 158 km)

### Troisième étape
- Kalambaka - Glyfáda
- 11 épreuves spéciales, 164,3 km

### Quatrième étape
- Glyfáda - Olympie
- 7 épreuves spéciales, 89,5 km (8 épreuves initialement prévues, pour un total de 102,9 km)

### Cinquième étape
- Olympie - Épidaure
- 12 épreuves spéciales, 150 km

## Les forces en présence
- Fiat

Afin de contrer la menace Ford, le constructeur italien dispose de quatre 131 Abarth groupe 4, confiées à Markku Alén, Maurizio Verini, Fulvio Bacchelli et Simo Lampinen, ce dernier disposant de la voiture test d'Abarth. Engagé par Fiat France et bénéficiant de l'assistance de l'usine, Jean-Claude Andruet dispose d'un modèle identique. Ces voitures de 920 kg sont équipées d'un moteur quatre cylindres de deux litres de cylindrée, avec culasse à seize soupapes et système d'injection Kugelfischer, développant environ 220 chevaux. Quelques 131 Abarth privées sont également au départ, dont celle de Giuseppe Bertolo, espoir italien qui bénéficie de l'aide de la 'Commissione Sportiva Automobilistica Italiana'.
- Ford

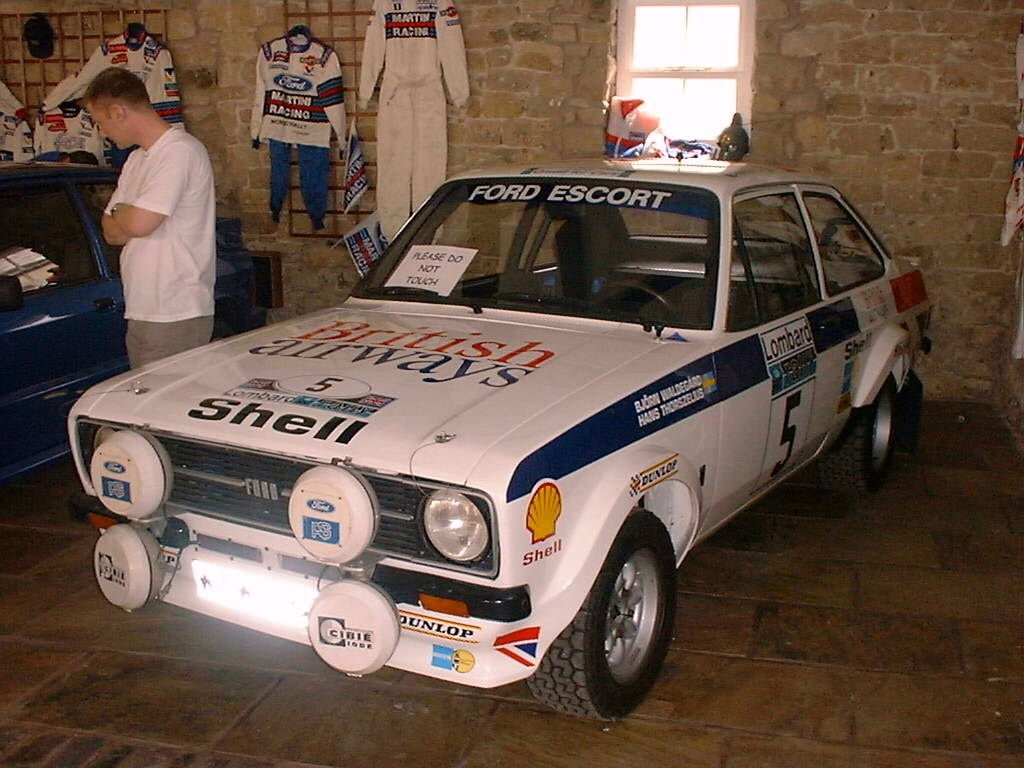
La Ford Escort RS1800 groupe 4.

Ford aligne en Grèce la même équipe qu'au Safari, à savoir trois Escort RS1800 groupe 4 (1020 kg, moteur quatre cylindres seize soupapes de deux litres de cylindrée alimenté par deux carburateurs double-corps, 235 chevaux) pour Björn Waldegård, Roger Clark et Ari Vatanen.
- Datsun

Par l'intermédiaire de son importateur local, le constructeur japonais engage deux coupés Violet 160J SSS groupe 4 (1100 kg, moteur quatre cylindres seize soupapes de deux litres de cylindrée, environ 230 chevaux) confiés à Harry Källström et au pilote grec 'Siroco'.
- Toyota

Le 'Toyota Team Europe' est représenté par l'importateur grec de la marque, qui a engagé les deux coupés Celica 2000 groupe 4 ayant disputé le rallye du Portugal. Toujours aux mains d'Ove Andersson et Hannu Mikkola, ces voitures d'une tonne sont équipées d'un moteur quatre cylindres deux litres à injection, seize soupapes, préparé par Schnitzer, qui développe environ 240 chevaux. Initialement inscrit sur une Corolla 1600 groupe 2, le pilote allemand Achim Warmbold a déclaré forfait.
- Opel

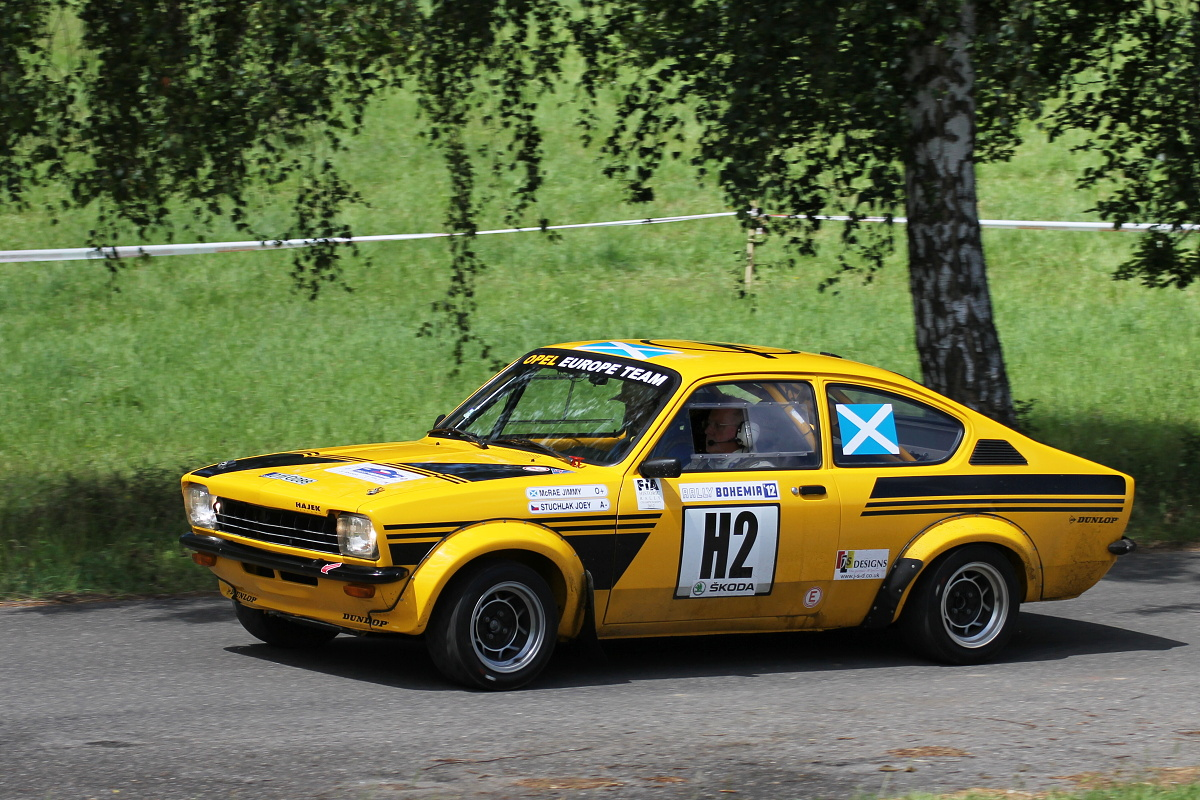
Une Opel Kadett GT/E lors d'un rallye historique.

Renonçant à faire courir les versions groupe 4, l'Euro Händler Team a engagé une Kadett GT/E groupe 2 (915 kg, 170 chevaux) confiée à Walter Röhrl. De son côté, l'équipe autrichienne 'Bosch Racing Team Vienna' engage deux Kadett GT/E groupe 4 (1000 kg, 220 chevaux) pour Franz Wittmann et Sepp Haider.
- Citroën

Jean-Paul Luc dispose d'une CX 2400 groupe 2 d'une puissance de l'ordre de 150 chevaux, dont il a assuré lui-même la préparation.

## Déroulement de la course

### Épreuve de classement
L'épreuve de classement se déroule le dimanche 29 mai à trente kilomètres d'Athènes. Le parcours mixte (asphalte puis terre) a pour but de déterminer l'ordre de départ des pilotes non classés par la FIA, et facultative pour les pilotes prioritaires, auxquels un ordre de départ a déjà été attribué. Néanmoins, mis à part Fulvio Bacchelli et Jean-Claude Andruet (tous deux sur Fiat), tous les pilotes vont y participer. A priori sans effet sur le déroulement de la course des favoris, l'épreuve va cependant générer deux coups de théâtre : c'est tout d'abord Hannu Mikkola qui explose le moteur de sa Toyota, remettant en cause sa participation ; puis Ari Vatanen, qui, piégé par l'huile répandue par la voiture de son compatriote, sort de la route et percute un arbre, heureusement sans plus de mal que quelques contusions pour l'équipage. Mikkola sera autorisé à prendre le départ le lendemain avec un moteur entièrement refait, mais Vatanen est contraint à l'abandon, son Escort étant très endommagée ; c'est un coup dur pour l'équipe Ford qui ne dispose plus que de deux équipages officiels, face à l'armada Fiat qui compte six voitures. Björn Waldegård a néanmoins démontré la compétitivité de l'Escort sur bitume,  devançant nettement la Fiat de Markku Alén sur l'ensemble du parcours.

### Première étape
Les concurrents s'élancent d'Athènes le lundi 30 mai. La première épreuve spéciale ayant été annulée, c'est dans le secteur de Ritsona que les hostilités débutent : Björn Waldegård (Ford) et Maurizio Verini (Fiat) réalisent le même temps et s'installent en tête de la course. L'euphorie va être de courte durée pour Verini, qui dès le tronçon suivant casse un demi-arbre, laissant Waldegård seul en tête devant la Toyota d'Hannu Mikkola et la Fiat de Fulvio Bacchelli. Bacchelli connaît bientôt la même mésaventure que son coéquipier et la course en tête se résume en un duel entre Waldegård et Mikkola, ce dernier prenant finalement l'avantage en fin d'étape, ralliant Kalambaka avec quinze secondes d'avances sur son adversaire. Derrière ces deux hommes, Harry Källström (Datsun), Roger Clark (Ford) et Markku Alén (Fiat) sont en bagarre pour la troisième place, mais accusent déjà plusieurs minutes de retard au classement général. Sixième, Walter Röhrl domine nettement le groupe 2 sur son Opel.
| Pos. | Pilote              | Copilote             | Voiture               | Groupe | Temps           | Écart         |
| ---- | ------------------- | -------------------- | --------------------- | ------ | --------------- | ------------- |
| 1    | Hannu Mikkola       | Arne Hertz           | Toyota Celica 2000 GT | 4      | 2 h 15 min 05 s |               |
| 2    | Björn Waldegård     | Hans Thorszelius     | Ford Escort RS1800    | 4      | 2 h 15 min 20 s | + 15 s        |
| 3    | Roger Clark         | Jim Porter           | Ford Escort RS1800    | 4      | 2 h 18 min 50 s | + 3 min 45 s  |
| 4    | Harry Källström     | Claes Billstam       | Datsun 160J SSS coupé | 4      | 2 h 19 min 19 s | + 4 min 14 s  |
| 5    | Markku Alén         | Ilkka Kivimäki       | Fiat 131 Abarth       | 4      | 2 h 19 min 52 s | + 4 min 47 s  |
| 6    | Walter Röhrl        | Willi-Peter Pitz     | Opel Kadett GT/E      | 2      | 2 h 22 min 07 s | + 7 min 02 s  |
| 7    | Simo Lampinen       | Solve Andreasson     | Fiat 131 Abarth       | 4      | 2 h 23 min 07 s | + 8 min 02 s  |
| 8    | 'Siroco'            | Miltos Andriopoulos  | Datsun 160J SSS coupé | 4      | 2 h 24 min 21 s | + 9 min 16 s  |
| 9    | Jean-Claude Andruet | Christian Delferrier | Fiat 131 Abarth       | 4      | 2 h 25 min 21 s | + 10 min 16 s |
| 10   | Franz Wittmann      | Kurt Nestinger       | Opel Kadett GT/E      | 4      | 2 h 30 min 13 s | + 15 min 08 s |

### Deuxième étape
Dès le début de la seconde étape, disputée de nuit, Mikkola perd sa première place, à cause d'ennuis électriques, puis abandonne peu après, différentiel cassé. Waldegård retrouve la tête de la course, devant son coéquipier Clark. Les deux pilotes Ford vont dominer d'autant plus facilement que les Fiat d'Alén et de Jean-Claude Andruet vont toutes deux renoncer sur rupture des demi-arbres, tout comme leurs coéquipiers la veille. Dans le clan Fiat, seuls restent en course Simo Lampinen et Giuseppe Bertolo, qui ne disposent pas des toutes dernières évolutions et échappent à l'hécatombe. Röhrl, toujours en tête du groupe 2, se montre très rapide et va occuper un moment la troisième position, avant d'être ralenti par des problèmes de surchauffe moteur qui le font plonger à la huitième place. À leur retour à Kalambaka, les deux Escort de tête sont hors de portée de leurs concurrents direct, Källström, troisième, accusant déjà près de dix minutes de retard sur Waldegård.
| Pos. | Pilote             | Copilote            | Voiture               | Groupe | Temps           | Écart         |
| ---- | ------------------ | ------------------- | --------------------- | ------ | --------------- | ------------- |
| 1    | Björn Waldegård    | Hans Thorszelius    | Ford Escort RS1800    | 4      | 3 h 58 min 50 s |               |
| 2    | Roger Clark        | Jim Porter          | Ford Escort RS1800    | 4      | 4 h 02 min 45 s | + 3 min 55 s  |
| 3    | Harry Källström    | Claes Billstam      | Datsun 160J SSS coupé | 4      | 4 h 08 min 21 s | + 9 min 31 s  |
| 4    | Simo Lampinen      | Solve Andreasson    | Fiat 131 Abarth       | 4      | 4 h 10 min 01 s | + 11 min 11 s |
| 5    | 'Siroco'           | Miltos Andriopoulos | Datsun 160J SSS coupé | 4      | 4 h 16 min 46 s | + 17 min 56 s |
| 6    | Giuseppe Bertolo   | Roberto Colucci     | Fiat 131 Abarth       | 4      | 4 h 29 min 02 s | + 30 min 12 s |
| 7    | Iórgos Moschous    | 'Konstantinos'      | Alfa Romeo Alfetta GT | 4      | 4 h 30 min 23 s | + 31 min 33 s |
| 8    | Walter Röhrl       | Willi-Peter Pitz    | Opel Kadett GT/E      | 2      | 4 h 35 min 32 s | + 36 min 42 s |
| 9    | Franz Wittmann     | Kurt Nestinger      | Opel Kadett GT/E      | 4      | 4 h 36 min 56 s | + 38 min 06 s |
| 10   | Jean-Paul Hoepfner | Pierre Fourton      | Renault 17 Gordini    | 4      | 4 h 40 min 24 s | + 41 min 34 s |

### Troisième étape
L'étape Kalambaka - Glyfáda est à nouveau dominée par les Ford de Waldegård et Clark, qui se partagent les meilleurs temps, loin devant Källström et Lampinen, dernier représentant de Fiat après la sortie de route de son coéquipier Bertolo. Röhrl a également renoncé (joint de culasse), et c'est désormais la Lada de Brundza qui occupe la tête du groupe 2. Malgré une pénalité sur le secteur routier, Waldegård dispose encore de trois minutes d'avance sur Clark à son arrivée à Glyfáda. Les deux Ford précèdent alors les Datsun de Källström et de 'Siroco' (meilleur représentant local), qui encadrent la Fiat de Lampinen.
| Pos. | Pilote           | Copilote                 | Voiture               | Groupe | Temps           | Écart             |
| ---- | ---------------- | ------------------------ | --------------------- | ------ | --------------- | ----------------- |
| 1    | Björn Waldegård  | Hans Thorszelius         | Ford Escort RS1800    | 4      | 6 h 14 min 09 s |                   |
| 2    | Roger Clark      | Jim Porter               | Ford Escort RS1800    | 4      | 6 h 17 min 03 s | + 2 min 54 s      |
| 3    | Harry Källström  | Claes Billstam           | Datsun 160J SSS coupé | 4      | 6 h 25 min 04 s | + 10 min 55 s     |
| 4    | Simo Lampinen    | Solve Andreasson         | Fiat 131 Abarth       | 4      | 6 h 30 min 07 s | + 15 min 58 s     |
| 5    | 'Siroco'         | Miltos Andriopoulos      | Datsun 160J SSS coupé | 4      | 6 h 39 min 33 s | + 25 min 24 s     |
| 6    | Alain Oger       | Jean-Pierre Dupuis       | Renault 12 Gordini    | 4      | 7 h 21 min 49 s | + 1 h 07 min 40 s |
| 7    | Stasys Brundza   | Arvydas Girdauskas       | Lada 1600             | 2      | 7 h 24 min 25 s | + 1 h 10 min 16 s |
| 8    | Carlos Torres    | Francisco Pina de Morais | Mazda RX-3            | 1      | 7 h 35 min 46 s | + 1 h 21 min 37 s |
| 9    | Kýpros Kyprianou | Alkis Longinos           | Chrysler Avenger      | 2      | 7 h 36 min 00 s | + 1 h 21 min 51 s |
| 10   | Jean-Paul Luc    | Michel Prud'homme        | Citroën CX 2400       | 2      | 7 h 40 min 28 s | + 1 h 26 min 19 s |

### Quatrième étape
C'est à nouveau une étape sans histoire pour les pilotes Ford, Waldegård conservant près de trois minute d'avance sur Clark à son arrivée à Olympie. Aucun changement notable n'est à signaler, si ce n'est l'abandon de Carlos Torres qui depuis le départ menait les débats en groupe 1 au volant de sa Mazda.
| Pos. | Pilote             | Copilote            | Voiture               | Groupe | Temps           | Écart             |
| ---- | ------------------ | ------------------- | --------------------- | ------ | --------------- | ----------------- |
| 1    | Björn Waldegård    | Hans Thorszelius    | Ford Escort RS1800    | 4      | 7 h 31 min 09 s |                   |
| 2    | Roger Clark        | Jim Porter          | Ford Escort RS1800    | 4      | 7 h 34 min 03 s | + 2 min 54 s      |
| 3    | Harry Källström    | Claes Billstam      | Datsun 160J SSS coupé | 4      | 7 h 43 min 47 s | + 12 min 38 s     |
| 4    | Simo Lampinen      | Solve Andreasson    | Fiat 131 Abarth       | 4      | 7 h 48 min 21 s | + 17 min 12 s     |
| 5    | 'Siroco'           | Miltos Andriopoulos | Datsun 160J SSS coupé | 4      | 8 h 00 min 27 s | + 29 min 18 s     |
| 6    | Stasys Brundza     | Arvydas Girdauskas  | Lada 1600             | 2      | 8 h 55 min 13 s | + 1 h 24 min 04 s |
| 7    | Alain Oger         | Jean-Pierre Dupuis  | Renault 12 Gordini    | 4      | 8 h 55 min 38 s | + 1 h 24 min 29 s |
| 8    | Jean-Paul Luc      | Michel Prud'homme   | Citroën CX 2400       | 2      | 9 h 00 min 20 s | + 1 h 29 min 11 s |
| 9    | Kýpros Kyprianou   | Alkis Longinos      | Chrysler Avenger      | 2      | 9 h 20 min 30 s | + 1 h 49 min 21 s |
| 10   | Johnny Pesmazóglou | Haris Kaltsounis    | Opel Ascona           | 4      | 9 h 21 min 42 s | + 1 h 50 min 33 s |

### Cinquième étape
La dernière étape se déroule sans histoire pour les favoris, et Waldegård remporte sa deuxième victoire de la saison, permettant à Ford de prendre la tête du championnat. Clark assure le doublé, à bonne distance devant Källström. Quatrième au volant de la seule Fiat rescapée, Lampinen permet au constructeur italien de limiter à quatre points son retard sur Ford. C'est finalement le pilote français Jean-Paul Luc, auteur d'une très belle fin de course sur sa Citroën CX et sixième au classement général derrière 'Siroco', qui s'assure la victoire en groupe 2, après l'abandon de Brundza.

### Classements intermédiaires
Classements intermédiaires des pilotes après chaque épreuve spéciale

### Classement général

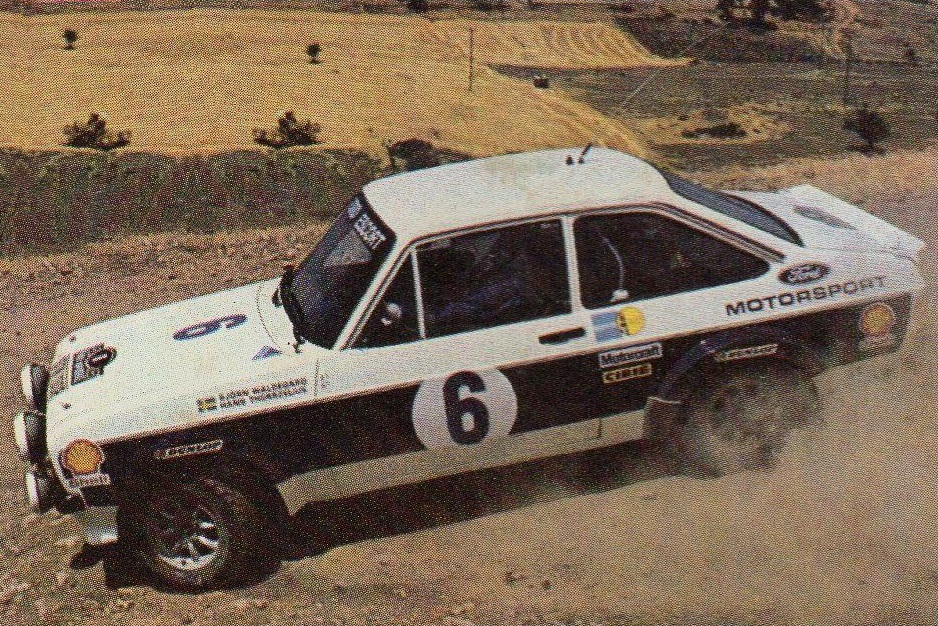
La Ford Escort RS1800 MKII de Björn Waldegård, vainqueur de l'Acropolis Rally 1977.

| Pos | No  | Pilote             | Copilote            | Voiture               | Temps            | Écart             | Groupe |
| --- | --- | ------------------ | ------------------- | --------------------- | ---------------- | ----------------- | ------ |
| 1   | 6   | Björn Waldegård    | Hans Thorszelius    | Ford Escort RS1800    | 9 h 31 min 57 s  |                   | 4      |
| 2   | 2   | Roger Clark        | Jim Porter          | Ford Escort RS1800    | 9 h 37 min 44 s  | + 5 min 47 s      | 4      |
| 3   | 1   | Harry Källström    | Claes Billstam      | Datsun 160J SSS coupé | 9 h 47 min 19 s  | + 15 min 22 s     | 4      |
| 4   | 5   | Simo Lampinen      | Sölve Andreasson    | Fiat 131 Abarth       | 9 h 54 min 42 s  | + 22 min 45 s     | 4      |
| 5   | 10  | 'Siroco'           | Miltos Andriopoulos | Datsun 160J SSS coupé | 10 h 10 min 27 s | + 38 min 30 s     | 4      |
| 6   | 46  | Jean-Paul Luc      | Michel Prud'homme   | Citroën CX 2400       | 11 h 27 min 41 s | + 1 h 55 min 44 s | 2      |
| 7   | 37  | Alain Oger         | Jean-Pierre Dupuis  | Renault 12 Gordini    | 11 h 28 min 32 s | + 1 h 56 min 35 s | 4      |
| 8   | 155 | Kýpros Kyprianou   | Alkis Longinos      | Chrysler Avenger      | 11 h 48 min 57 s | + 2 h 17 min 00 s | 2      |
| 9   | 17  | Johnny Pesmazóglou | Haris Kaltsounis    | Opel Ascona           | 11 h 49 min 11 s | + 2 h 17 min 14 s | 4      |
| 10  | 25  | Roland de Libran   | Jean-Louis Vial     | Renault 17 TS         | 10 h 06 min 11 s | + 2 h 34 min 14 s | 4      |

### Hommes de tête
- ES2 :  Maurizio Verini -  'Ninni' Russo (Fiat 131 Abarth) &  Björn Waldegård -  Hans Thorszelius (Ford Escort RS1800)
- ES3 :  Björn Waldegård -  Hans Thorszelius (Ford Escort RS1800)
- ES4 à ES5 :  Hannu Mikkola -  Arne Hertz (Toyota Celica 2000 GT)
- ES6 à ES12 :  Björn Waldegård -  Hans Thorszelius (Ford Escort RS1800)
- ES13 à ES14 :  Hannu Mikkola -  Arne Hertz (Toyota Celica 2000 GT)
- ES15 à ES52 :  Björn Waldegård -  Hans Thorszelius (Ford Escort RS1800)

### Vainqueurs d'épreuves spéciales
- Björn Waldegård -  Hans Thorszelius (Ford Escort RS1800) : 24 spéciales (ES 2, 6, 10, 15, 17, 19, 21, 23 à 25, 27, 30, 32, 34 à 36, 39 à 42, 44, 45, 49, 50)
- Roger Clark -  Jim Porter (Ford Escort RS1800) : 14 spéciales (ES 18, 20, 22, 26, 28, 29, 31, 36 à 38, 46 à 48, 51)
- Hannu Mikkola -  Arne Hertz (Toyota Celica 2000 GT) : 10 spéciales (ES 3 à 5, 7 à 9, 11 à 14)
- Harry Källström -  Claes Billstam (Datsun 160J SSS coupé) : 3 spéciales (ES 23, 43, 52)
- Maurizio Verini -  'Ninni' Russo (Fiat 131 Abarth) : 1 spéciale (ES 2)

- En plus de ses 24 victoires sur les 49 spéciales disputées lors des cinq étapes, Björn Waldegård a également remporté l'épreuve de classement (ES 1), non comptabilisée pour le classement général du rallye.

## Résultats des principaux engagés
| No  | Pilote              | Copilote                 | Voiture               | Groupe | Classement général                                 | Class. groupe |
| --- | ------------------- | ------------------------ | --------------------- | ------ | -------------------------------------------------- | ------------- |
| 1   | Harry Källström     | Claes Billstam           | Datsun 160J SSS coupé | 4      | 3e à 15 min 22 s                                   | 3e            |
| 2   | Roger Clark         | Jim Porter               | Ford Escort RS1800    | 4      | 2e à 5 min 47 s                                    | 2e            |
| 3   | Walter Röhrl        | Willi-Peter Pitz         | Opel Kadett GT/E      | 2      | ab. dans la 3e étape (joint de culasse)            | -             |
| 4   | Ove Andersson       | Henry Liddon             | Toyota Celica 2000 GT | 4      | ab. dans la 1re étape (différentiel)               | -             |
| 5   | Simo Lampinen       | Solve Andreasson         | Fiat 131 Abarth       | 4      | 4e à 22 min 45 s                                   | 4e            |
| 6   | Björn Waldegård     | Hans Thorszelius         | Ford Escort RS1800    | 4      | 1er                                                | 1er           |
| 7   | Jean-Claude Andruet | Christian Delferrier     | Fiat 131 Abarth       | 4      | ab. dans la 2e étape (demi-arbre)                  | -             |
| 8   | Hannu Mikkola       | Arne Hertz               | Toyota Celica 2000 GT | 4      | ab. dans la 2e étape (différentiel)                | -             |
| 9   | Markku Alén         | Ilkka Kivimäki           | Fiat 131 Abarth       | 4      | ab. dans la 2e étape (demi-arbre)                  | -             |
| 10  | 'Siroco'            | Miltos Andriopoulos      | Datsun 160J SSS coupé | 4      | 5e à 38 min 30 s                                   | 5e            |
| 11  | Achim Warmbold      | Christian Geistdörfer    | Toyota Corolla 1600   | 2      | Forfait                                            | -             |
| 12  | Fulvio Bacchelli    | Francesco Rossetti       | Fiat 131 Abarth       | 4      | ab. dans la 4e spéciale (demi-arbre)               | -             |
| 15  | Maurizio Verini     | 'Ninni' Russo            | Fiat 131 Abarth       | 4      | ab. dans la 3e spéciale (demi-arbre)               | -             |
| 16  | Ari Vatanen         | Atso Aho                 | Ford Escort RS1800    | 4      | ab. dans l'épreuve de classement (sortie de route) | -             |
| 17  | Johnny Pesmazóglou  | Haris Kaltsounis         | Opel Ascona           | 4      | 9e à 2 h 17 min 14 s                               | 7e            |
| 19  | Giuseppe Bertolo    | Roberto Colucci          | Fiat 131 Abarth       | 4      | ab. dans la 3e étape (sortie de route)             | -             |
| 20  | Iórgos Moschous     | 'Konstantinos'           | Alfa Romeo Alfetta GT | 4      | ab. dans la 3e étape                               | -             |
| 21  | Franz Wittmann      | Kurt Nestinger           | Opel Kadett GT/E      | 4      | ab. dans la 3e étape (moteur)                      | -             |
| 22  | Jean-Paul Hoepfner  | Pierre Fourton           | Renault 17 Gordini    | 4      | ab. dans la 3e étape                               | -             |
| 23  | Sepp Haider         | Jörg Pattermann          | Opel Kadett GT/E      | 4      | ab. dans la 1re étape (demi-arbre)                 | -             |
| 25  | Roland de Libran    | Jean-Louis Vial          | Renault 17 TS         | 4      | 10e à 2 h 34 min 14 s                              | 8e            |
| 26  | Stasys Brundza      | Arvydas Girdauskas       | Lada 1600             | 2      | ab. dans la 5e étape                               | -             |
| 37  | Alain Oger          | Jean-Pierre Dupuis       | Renault 12 Gordini    | 4      | 7e à 1 h 56 min 35 s                               | 6e            |
| 46  | Jean-Paul Luc       | Michel Prud'homme        | Citroën CX 2400       | 2      | 6e à 1 h 55 min 44 s                               | 1er           |
| 133 | Carlos Torres       | Francisco Pina de Morais | Mazda RX-3            | 1      | ab. dans la 4e étape                               | -             |
| 155 | Kýpros Kyprianou    | Alkis Longinos           | Chrysler Avenger      | 2      | 8e à 2 h 17 min 00 s                               | 2e            |

## Classement du championnat à l'issue de la course
- attribution des points : 10, 9, 8, 7, 6, 5, 4, 3, 2, 1 respectivement aux dix premières marques de chaque épreuve, additionnés de 8, 7, 6, 5, 4, 3, 2, 1 respectivement aux huit premières de chaque groupe (seule la voiture la mieux classée de chaque constructeur marque des points). Les points de groupe ne sont attribués qu'aux concurrents ayant terminé dans les dix premiers au classement général.
- seuls les huit meilleurs résultats (sur onze épreuves) sont retenus pour le décompte final des points.

| Pos. | Marque         | Points | M-C  | SUE  | POR  | SAF  | NZL  | ACR  | FIN | QUE | SAN | COR | RAC |
| ---- | -------------- | ------ | ---- | ---- | ---- | ---- | ---- | ---- | --- | --- | --- | --- | --- |
| 1    | Ford           | 82     | -    | 6+8  | 9+7  | 10+8 | 9+7  | 10+8 |     |     |     |     |     |
| 2    | Fiat           | 78     | 9+7  | 7+7  | 10+8 | -    | 10+8 | 7+5  |     |     |     |     |     |
| 3    | Opel           | 43     | 1+8  | 9+8  | 5+8  | -    | -    | 2+2  |     |     |     |     |     |
| 4    | Lancia         | 32     | 10+8 | -    | -    | 8+6  | -    | -    |     |     |     |     |     |
| 4=   | Toyota         | 32     | -    | 4+6  | 8+6  | -    | 1+7  | -    |     |     |     |     |     |
| 6    | Datsun         | 30     | -    | -    | -    | 9+7  | -    | 8+6  |     |     |     |     |     |
| 7    | Saab           | 18     | -    | 10+8 | -    | -    | -    | -    |     |     |     |     |     |
| 7=   | Porsche        | 18     | 6+8  | -    | 2+2  | -    | -    | -    |     |     |     |     |     |
| 9    | Mitsubishi     | 15     | -    | -    | -    | 7+5  | 2+1  | -    |     |     |     |     |     |
| 10   | Seat           | 14     | 8+6  | -    | -    | -    | -    | -    |     |     |     |     |     |
| 11   | Citroën        | 13     | -    | -    | -    | -    | -    | 5+8  |     |     |     |     |     |
| 12   | Mazda          | 10     | -    | -    | -    | -    | 6+4  | -    |     |     |     |     |     |
| 12=  | Alpine-Renault | 10     | 3+7  | -    | -    | -    | -    | -    |     |     |     |     |     |
| 12=  | Chrysler       | 10     | -    | -    | -    | -    | -    | 3+7  |     |     |     |     |     |
| 15   | Volvo          | 8      | -    | 3+5  | -    | -    | -    | -    |     |     |     |     |     |
| 16   | Renault        | 7      | -    | -    | -    | -    | -    | 4+3  |     |     |     |     |     |
| 17   | Peugeot        | 6      | -    | -    | -    | 4+2  | -    | -    |     |     |     |     |     |
| 18   | Lada           | 4      | -    | 1+3  | -    | -    | -    | -    |     |     |     |     |     |

### Coupe FIA des pilotes
- attribution des points : 9, 6, 4, 3, 2, 1 respectivement aux six premiers de chaque épreuve. Sont retenus pour le décompte final les cinq meilleurs résultats des onze épreuves mondiales (catégorie A), les deux meilleurs résultats des cinq rallyes sélectifs du Championnat d'Europe (catégorie B) et les deux meilleurs résultats des quatre autres rallyes sélectifs (catégorie C).

| Pos. | Pilote              | Marque | Points | M-C (A) | ARC (B) | SUE (A) | POR (A) | SAF (A) | NZL (A) | ACR (A) | GIR (C) | AFS (C) | POL (B) | FIN (A) | SM (B) | QUE (A) | TdF (B) | SAN (A) | AUS (C) | CAT (B) | COR (A) | RAC (A) | BAN (C) |
| ---- | ------------------- | ------ | ------ | ------- | ------- | ------- | ------- | ------- | ------- | ------- | ------- | ------- | ------- | ------- | ------ | ------- | ------- | ------- | ------- | ------- | ------- | ------- | ------- |
| 1    | Björn Waldegård     | Ford   | 24     | -       | -       | -       | 6       | 9       | -       | 9       |         |         |         |         |        |         |         |         |         |         |         |         |         |
| 2    | Ari Vatanen         | Ford   | 15     | -       | 9       | -       | -       | -       | 6       | -       |         |         |         |         |        |         |         |         |         |         |         |         |         |
| 3    | Sandro Munari       | Lancia | 13     | 9       | -       | -       | -       | 4       | -       | -       |         |         |         |         |        |         |         |         |         |         |         |         |         |
| 3=   | Markku Alén         | Fiat   | 13     | -       | -       | -       | 9       | -       | 4       | -       |         |         |         |         |        |         |         |         |         |         |         |         |         |
| 5    | Stig Blomqvist      | Saab   | 9      | -       | -       | 9       | -       | -       | -       | -       |         |         |         |         |        |         |         |         |         |         |         |         |         |
| 5=   | Fulvio Bacchelli    | Fiat   | 9      | -       | -       | -       | -       | -       | 9       | -       |         |         |         |         |        |         |         |         |         |         |         |         |         |
| 5=   | Jean-Claude Andruet | Fiat   | 9      | 6       | -       | -       | 3       | -       | -       | -       |         |         |         |         |        |         |         |         |         |         |         |         |         |
| 5=   | Simo Lampinen       | Fiat   | 9      | -       | -       | 3       | -       | -       | 3       | 3       |         |         |         |         |        |         |         |         |         |         |         |         |         |